# Villeneuve-sous-Charigny
Villeneuve-sous-Charigny là một xã thuộc tỉnh Côte-d’Or trong vùng Bourgogne-Franche-Comté miền đông nước Pháp.